# Галиева, Розалия Ильфатовна
Роза́лия Ильфа́товна Гали́ева (также известная как Ро́за Гали́ева; род. 28 апреля 1977, Алмалык, Ташкентская область) — российская спортсменка (спортивная гимнастика). Заслуженный мастер спорта СССР (1992).
Олимпийская чемпионка (1992), серебряный призёр Олимпийских игр (1996), чемпионка Европы (1996), серебряный призёр чемпионата Европы (1996). Судья международной категории.

## Спортивные достижения[1]
| Год  | Турнир           | Вид программы        | Место | Очки   | Место (квалиф.) | Очки (квалиф.) |
| ---- | ---------------- | -------------------- | ----- | ------ | --------------- | -------------- |
| 1996 | Чемпионат мира   | Вольные упражнения   | 8     | 9637   |                 |                |
| 1996 | Олимпийские игры | Многоборье           | 7     | 38905  |                 |                |
| 1996 | Олимпийские игры | Бревно               | 7     | 9112   |                 |                |
| 1996 | Олимпийские игры | Командное первенство | 2     | 388404 |                 |                |
| 1996 | Олимпийские игры | Опорный прыжок       | 4     | 9743   |                 |                |
| 1993 | Чемпионат мира   | Многоборье           | 6     | 38586  |                 |                |

## Награды
- Медаль ордена «За заслуги перед Отечеством» II степени (6 января 1997 года) — за заслуги перед государством и высокие спортивные достижения на XXVI летних Олимпийских играх 1996 года[2]